# المجبان (ريمة)

تعديل مصدري - تعديل

قرية المجبان  هي إحدى قرى عزلة بني القحوي العتم الواقعة ضمن مديرية الجعفرية التابعة لمحافظة ريمة، بلغ تعداد سكانها (312) نسمة حسب تعداد اليمن لعام 2004.

## المحلات التابعة للقرية
- الرجمة
- جبل عمر
- جبل مقبل
- حدقه
- المصلي

## روابط خارجية
- الدليل الشامــل